# نور شيشكلي
نور شيشكلي (23 يونيو 1984 -) هي كاتبة وكاتبة سيناريو سورية.

## حياتها ونشأتها
ولدت في دمشق في يونيو 1984م، وهي زوجة الكاتب مازن طه، والدها هو الرسام ومهندس الديكور ماجد شيشكلي، والذي كان بوابتها الأولى نحو شغف الفن، فقد سمح لها مجال عمله كمهندس ديكور لمعظم الأعمال الدرامية، أن تقرأ النصوص الدرامية في عمر صغير. ولهما ابنة وحيدة "مايا"، التي اقتحمت عالم التمثيل هي الأخرى، في العديد من الأعمال عملت نور في الدراما السورية والدراما الخليجية والدراما المصرية وعلي الرغم من صغر سنها إلا انها وضعت اسمها بين أسماء كتاب الدراما في العالم العربي. شاركت شيشكلي في بعض الأدوار ممثلة، مثل دورها في مسلسل "حبة كراميل" ودورها في مسلسل" مذكرات عشيقة سابقة".

## أعمالها[7][8][9][10]
قدمت شيشكلي العديد من المسلسلات والخماسيات التي اشتهرت بها والأفلام السينمائية ما بين التأليف وكتابة الحوار والسيناريو والبناء الدرامي، ونذكر من هذه الاعمال:
- حكم العدالة - مسلسل 2007.[11]
- أيام السراب - مسلسل 2009م
- لاشيء يستحق - فيلم 2009م[12]
- صبايا (أجزاء) 2010م - 2011م- 2012مم- 2013م
- العناد - فيلم 2009م[13]
- المكافأة - فيلم 2010م[14]
- علاقات خاصة - مسلسل 2015م
- تحت سماء الوطن - مسلسل 2013م
- جريمة شغف - مسلسل 2016م.
- مدرسة الحب مسلسل 2016م
- مذكرات عشيقة سابقة 2017م
- الرحلة - مسلسل 2018م[15]
- ببساطة - مسلسل 2019م[16]
- مشاوير - مسلسل 2020م[17]
- اختياري - فيلم 2019م[18]
- الميراث (أجزاء) - مسلسل 2020م- 2021م -2022م
- ضحايا حلال - مسلسل 2020م
- غريب - فيلم 2021م[19]
- السحر الاسود - فيلم 2020م[20]
- حب كام - فيلم 2022م[21]
- عرابة بيروت -مسلسل 2023م[22]